# Santiago Aguilar Alvear
Santiago Aguilar Alvear (1959) és un director i guionista espanyol integrant de La Cuadrilla al costat de Luis Guridi. És llicenciat en Ciències de la Imatge per la Facultat de Ciències de la Informació de la Universitat Complutense de Madrid. Entre 1985 i 1995 va treballar com a documentalista a Filmoteca Espanyola, on va col·laborar en la gestió informatitzada dels fons. Actualment encara col·labora amb la Filmoteca i realitza màsters de gestió cultural a la Universitat Carles III.

## Filmografia

### Llargmetratges
- De reparto (2010)
- Justino, un asesino de la tercera edad (1994)
- Matías, juez de línea (1996)
- Atilano presidente (1998)

### Sèries de televisió
- Camera Café (2005, guionista de 15 episodis)
- Plaza de España (2011, guionista de 3 episodis)

### Curtmetratges 35 mm(1994-1990)
- Cupido se enamora (1984)
- Un gobernador huracanado (1985)
- Pez...(1985)
- Shh... (1986)
- Tarta tarta hey (1987)
- La hija de Fúmanchú 72 (1990)
- Justino se va de farra (1998)

## Llibres
- Edgar Neville: tres sainetes criminales. Filmoteca Española: Cuadernos de la Filmoteca Española, núm.8. Madrid, 2002[2]
- Neville secreto (2008)
- José Santugini: el humorista seducido por la señorita cinematografía, 2018
- En la vida de Claudio y Josefina de la Torre (2013)

## Premis
Medalles del Cercle d'Escriptors Cinematogràfics
| Any  | Categoria       | Pel·lícula                             | Resultat   |
| ---- | --------------- | -------------------------------------- | ---------- |
| 1994 | Premi revelació | Justino, un asesino de la tercera edad | Guanyadors |

Premis Goya
| Any       | Categoria              | Pel·lícula                             | Resultat  |
| --------- | ---------------------- | -------------------------------------- | --------- |
| IX edició | Millor director novell | Justino, un asesino de la tercera edad | Guanyador |